# Christologie

Het Chi-Rho symbool is een soort logo voor Jezus Christus. Het is een monogram dat bestaat uit de eerste en tweede letter van het Griekse woord Χριστός (Christus).

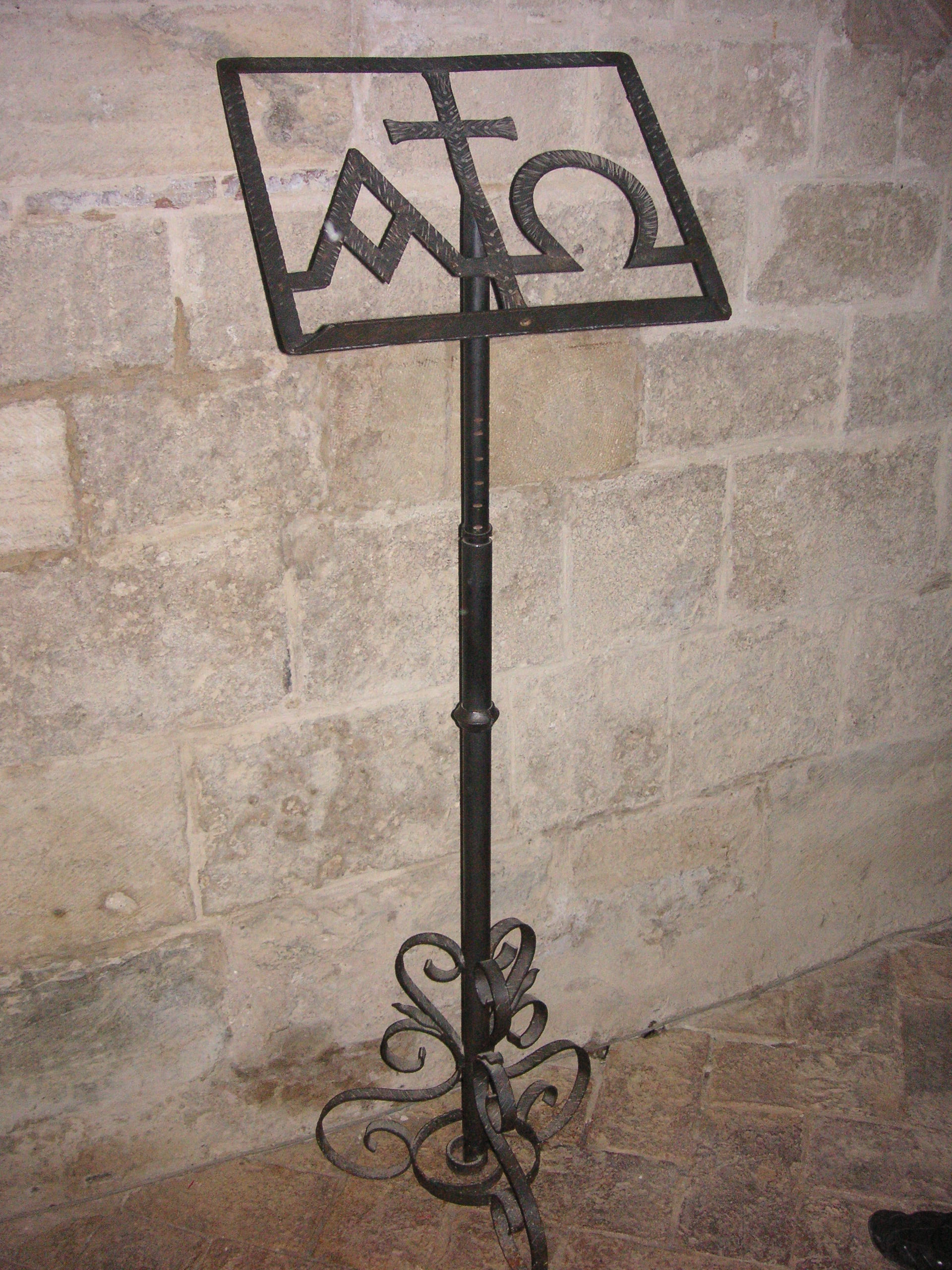
Twee symbolen die Jezus Christus verbeelden: de alfa en omega en het kruis

Christologie is het onderdeel van de christelijke theologie dat bestudeert en definieert wie Jezus was en is. Men is meestal minder geïnteresseerd in de details van zijn leven, maar meer in zijn eigenschappen, in zijn incarnatie en in de belangrijke gebeurtenissen in zijn leven (zijn geboorte, dood en opstanding).

## Belangrijke onderwerpen in de christologie
- De menselijke en goddelijke natuur van Jezus (dogma van Chalcedon, 451)
- De vraag van Lessing: hoe kan de historische persoon Jezus universele betekenis hebben voor alle tijden en alle culturen?
- De vraag van Reimarus: kunnen wij de historische Jezus eigenlijk wel kennen, of is zijn historische persoon voorgoed verdwenen achter de Christusverkondiging?
- Wat betekent de bewering dat Christus verrezen is?
- Hoe kan Jezus' lijden, dood en verrijzenis heil en verlossing betekenen voor mensen vandaag (soteriologie)?

De christologie kan zich ook bezighouden met vragen die de drie-eenheid betreffen. Zij kan zich ook buigen over wat Christus al dan niet voor de mensheid heeft betekend.
Er zijn bijna zoveel christologische leerstellingen als er varianten zijn binnen het christendom. Bepaalde theorieën hebben geleid tot beschuldigingen van ketterij en tot religieuze vervolging.
In veel gevallen is de "eigen" christologie het enige dat een sekte onderscheidt van de rest van het christendom. Een sekte krijgt dan vaak ook de naam van zijn christologie.

## Enkele christologieën
De meeste van deze theorieën gaan over het geloven of niet geloven in de goddelijke, de menselijke of beide naturen in Jezus. Hoe deze twee naturen zich tot elkaar verhouden en hoe ze elkaar beïnvloeden wordt eveneens bestudeerd.
Al deze theorieën worden hier vereenvoudigd weergegeven.
De eerste onenigheid binnen het christendom ging er waarschijnlijk over of Jezus God was.
Een aantal vroege christenen geloofden niet dat Jezus goddelijk was, maar eenvoudigweg de menselijke masjiach (messias), die in het Oude Testament voorspeld was. Het opnemen van de genealogieën van Jezus Christus in Mattheus 1:1-17 en Lucas 3:23-38 is een verklaring voor dit uitgangspunt.
Een alternatieve uitleg is dat de genealogieën ontstaan zijn als reactie op de gnostische christelijke doctrines die stelden dat Jezus alleen maar de illusie van een menselijk lichaam zou hebben aangenomen en dus geen voorouders zou hebben gehad.
Het geloof dat Jezus alleen maar menselijk was, werd bestreden door kerkleiders als Paulus en werd uiteindelijk alleen nog aangehangen door sekten die spoedig door de orthodoxe kerk overvleugeld zouden worden, zoals de ebionieten en (volgens Hiëronymus) de Nazareeërs.
Een andere theorie is die van een minder goddelijke Jezus. Het op het neoplatonisme gebaseerde arianisme leert dat Christus een schepsel was en dus niet gelijk aan God. Volgens Arius was de Logos niet gelijk aan God maar geschapen en sloop deze Logos in de gestalte van Jezus. Een ontmoeting met God in de persoon van Jezus is bij Arius daarom onmogelijk. Voor zover Arius spreekt over Jezus als Gods Zoon, gaat het om metaforisme. De kloof tussen God en de mens wordt niet in Christus overbrugd.
De controversen die hierdoor ontstonden, leidden tot het bijeenroepen van het Concilie van Nicaea waar de geloofsbelijdenis werd aanvaard.
Het nestorianisme stelde dat de goddelijke natuur en de menselijke natuur hetzelfde lichaam deelden maar toch bleven. Het beschouwde Maria als de moeder van de mens Jezus. De discussies daaromtrent werden gevoerd tijdens het concilie van Efeze.
Een volgende theorie claimde dat Jezus volledig goddelijk was, maar niet geheel menselijk. De strikt monofysitische opvatting houdt in dat de menselijke natuur van Christus werd opgelost of verteerd door het Goddelijke aspect.
Daarnaast was er de miafysiete opvatting dat Christus bestaat als één verbonden godmenselijke natuur, tegelijkertijd menselijk én goddelijk. 
Andere controverses betroffen deze rond het docetisme en het adoptianisme.
Het standpunt van de adoptionisten is dat Jezus slechts als mens werd geboren, maar Gods zoon werd door adoptie toen hij werd gedoopt in de Jordaan, terwijl het psilanthropisme vertelt dat Jezus letterlijk slechts mens was en op geen enkele  manier goddelijk.
Het gezichtspunt van de docetisten is dat Christus nooit volledig menselijk was, maar slechts menselijk leek. Semidocetisme ontkent de menselijkheid maar gedeeltelijk, meestal door te stellen dat Jezus ongevoelig was voor verleidingen of andere menselijke zwakheden zoals honger, vermoeidheid of angst voor de dood.
Een van de doctrines die diepgaand handelt over de natuur van Jezus tijdens zijn verblijf op aarde is kenosis.
De Chalcedonische leer wordt samengevat in de Geloofsbelijdenis van Chalcedon. Die houdt in dat Christus twee naturen heeft, een goddelijke en een menselijke, die samenkomen in de ene persoon van Jezus Christus zonder dat elk van de twee naturen iets van haar eigenschappen of uniciteiten verliest, maar ook zonder enige mogelijkheid ze van elkaar te scheiden. Deze geloofsbelijdenis werd aangenomen op het Concilie van Chalcedon (451) en werd in grote mate beïnvloed door het dikke leerboek van Leo dat paus Leo I naar het concilie opstuurde om daar gelezen te worden.
Dit is het grote dogma van de rooms-katholieke kerk en de oosters-orthodoxe kerken. Het is ook de leer van de anglicaanse kerk en vele protestantse kerken.